# Arcytophyllum muticum
Arcytophyllum muticum är en måreväxtart som först beskrevs av Hugh Algernon Weddell, och fick sitt nu gällande namn av Paul Carpenter Standley. Arcytophyllum muticum ingår i släktet Arcytophyllum och familjen måreväxter. Inga underarter finns listade i Catalogue of Life.